# 多變量分析
多變量統計分析（英語：Multivariate Statistical Analysis），簡稱多變量分析，又称多元统计分析，為統計學的一支，常用於管理科學、社會科學和生命科學等领域。
多變量分析的基礎是多變量統計，也就是同時／一次觀察與分析超過一個變數。多變量分析一般用於一個實驗中有多個測量結果時，探討資料彼此之間的關聯性或是釐清資料的結構。分類大致如下：
- 常態多變量分布理論與模型
- 研究與測量變數之間的關係
- 多維度機率計算
- 探討資料構造與模式

## 常見分析方法
- 主成分分析（Principal Component Analysis, PCA）
- 因素分析（Factor Analysis）
- 判別分析（Discriminant Analysis）
- 聚类分析（Cluster Analysis）
- 典型相關分析（Canonical Correlation Analysis, CCA）
- 結構方程式模式（Structural Equation Model, SEM）
  - 線性結構相關模式（Linear Structure Relation, LISREL）- 為SEM成員
- Multivariate hypothesis testing
- 降維（Dimensionality reduction）
- 結構發現（Latent structure discovery）
- 多變量回歸分析（Multivariate regression analysis）
- 統計分類（Classification and discrimination analysis）
- 變量選擇（Variable selection）
- 多維標度縮放（Multidimensional Scaling）
- 資料挖掘（Data mining）

## 常用工具
由於多變量分析方法需要複雜且大量的計算，常須借助電腦，常用的軟體或程式語言如下：
- SAS
- SPSS
- Statistica
- NCSS (statistical software）
- Unscrambler® X
- SIMCA
- Python語言
- R語言
- MATLAB